# Détonateur à fil explosant
1. Boîtier
2. Explosifs
3. Fil explosant
4. Câble d’alimentation
5. Câble d’alimentation
6. Support isolant
7. Gaîne textile
8. Séparateur
9. (rien)
10. Condensateur
11. Interrupteur
12. Source d’énergie

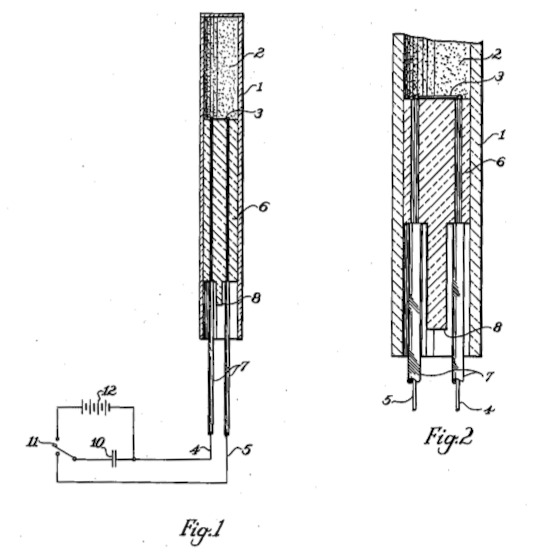
Illustration accompagnant le brevet du détonateur à fil explosant. (Fig. 2 : détail)

Un détonateur à fil explosant (ou EBW, pour exploding-bridgewire (detonator) en anglais) est un type de détonateur déclenché à l'aide d’un courant électrique, utilisé notamment pour la mise à feu des armes nucléaires. Fonctionnant avec un courant beaucoup plus important et délivré beaucoup plus rapidement qu’un détonateur électrique classique, il permet d’initier la détonation dans un intervalle très réduit après l’application du courant.
Une variante plus récente de l’EBW est le détonateur à percuteur (en).

## Historique
Le détonateur à fil explosant a été inventé par Luis Alvarez et Lawrence Johnston (en) au cours de leurs travaux au Laboratoire national de Los Alamos dans le cadre du Projet Manhattan, pour mettre à feu les bombes A de type Fat Man. Les détonateurs modèle 1773 utilisés sur Fat Man présentaient un système inhabituel, prévu pour augmenter la fiabilité, avec deux EBW attachés à une seule charge d’amorçage, déclenchant ensuite chacune des 32 lentilles explosives,.

## Description
Le détonateur à fil explosant a été développé afin de permettre de déclencher plusieurs charges explosives simultanément, ce qui est indispensable pour une utilisation dans une bombe à plutonium, fonctionnant par compression d’une boule de plutonium. Cette compression est obtenue via des explosifs conventionnels placés de façon régulière autour de la boule. L’implosion doit être parfaitement symétrique, faute de quoi le plutonium serait éjecté aux points de basse pression. Il est donc indispensable que les détonateurs soient extrêmement précis.
Un EBW a deux composantes principales: un morceau de fil en contact avec l’explosif, et une source de courant électrique à haute tension de forte intensité et d’impédance faible ; laquelle doit fournir une impulsion rapide de façon fiable. Lorsque le fil est mis sous tension, l’intensité élevée le fait fondre, puis il se vaporise en quelques microsecondes. L’onde de choc et la chaleur qui en résultent déclenchent les explosifs.

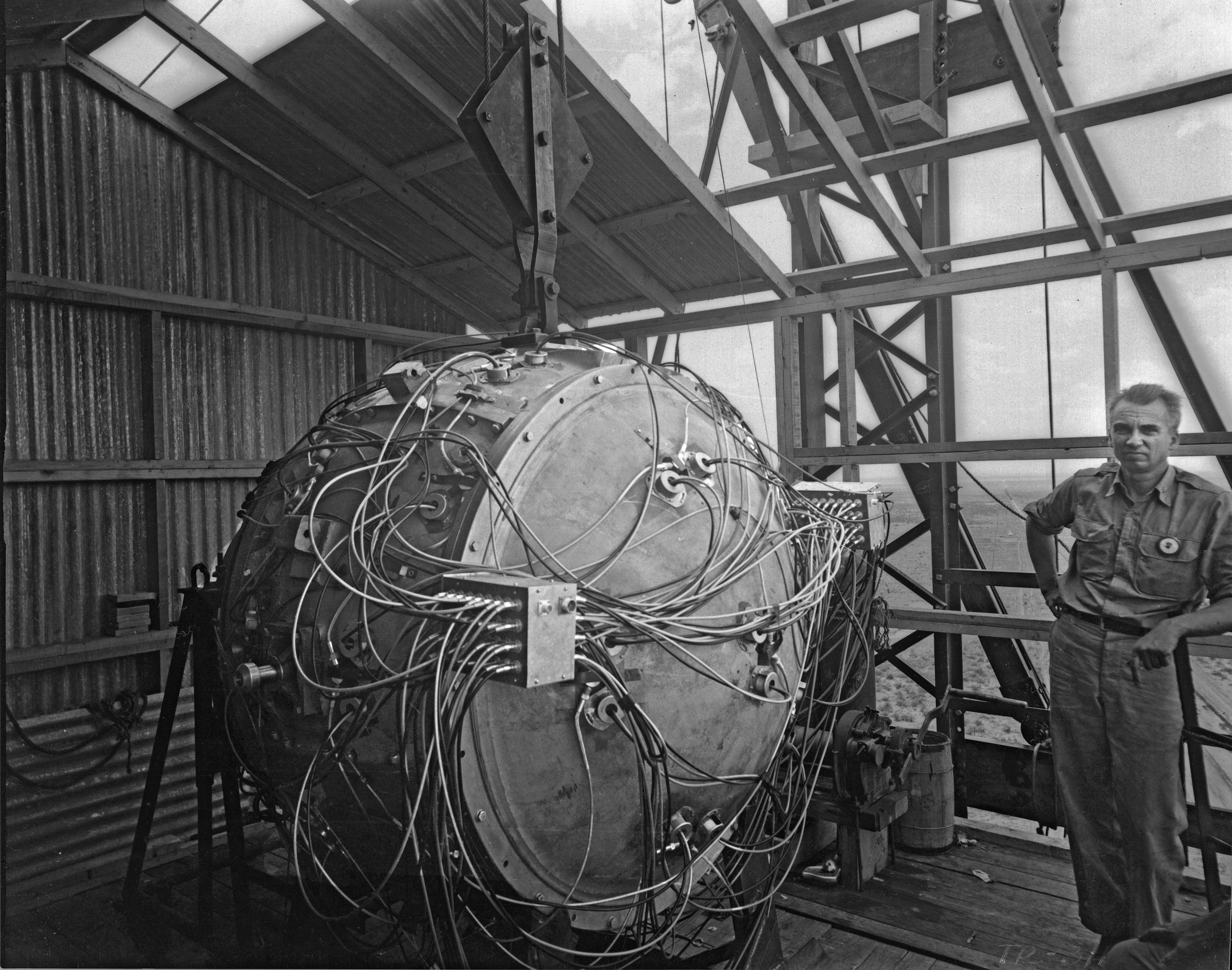
Gadget, la première bombe atomique
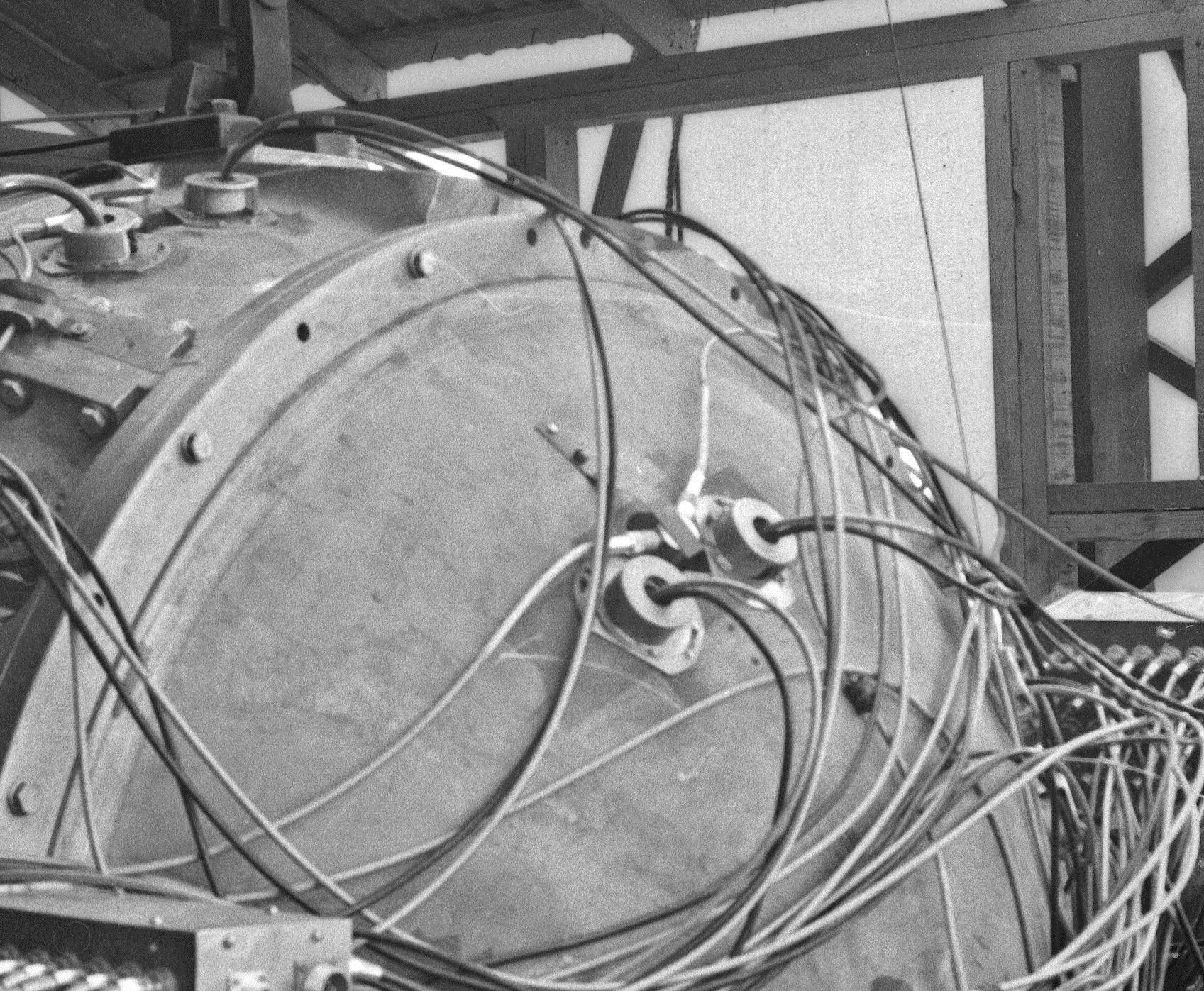
Vue d’un ensemble détonateur de Gadget. L’EBW est le dispositif en Y avec deux câbles parallèles à la surface. Les deux gros objets ronds dont sortent des câbles perpendiculaires à la surface sont des outils de diagnostic.
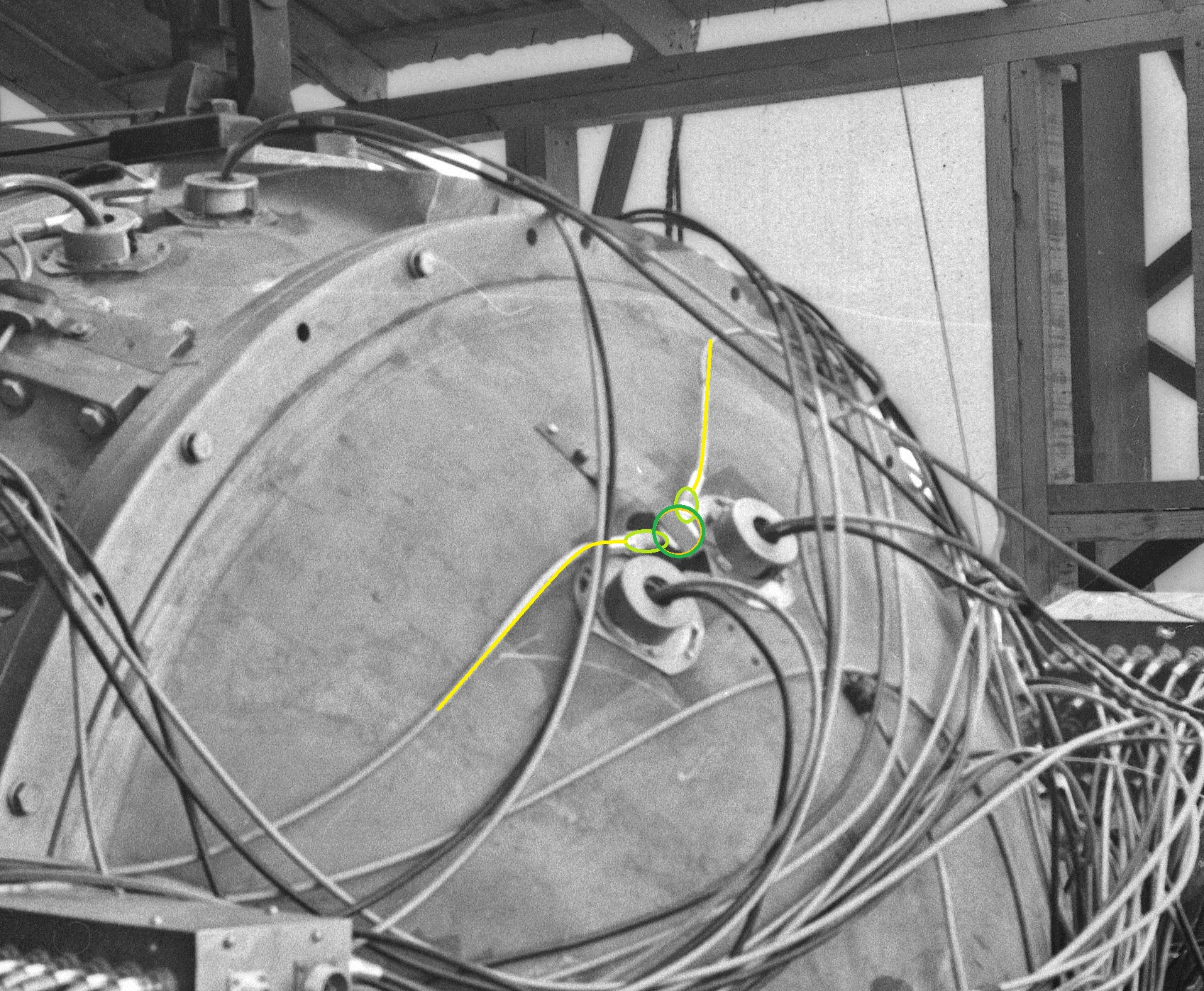
Même vue, avec détail de l’ensemble détonateur. En vert foncé, le booster explosif ; en vert clair les EBW ; en jaune, les câbles d’alimentation.

Cette conception explique l’épaisseur des câbles visibles sur les photos de la bombe Gadget, utilisée lors de l’essai Trinity : les câbles à haute tension nécessitent une bonne isolation, et ils ont dû fournir un courant élevé avec peu de chute de tension, afin de limiter les risques de mauvaise synchronisation des EBW.
La précision au déclenchement des EBW est permise par l’utilisation des effets physiques directs de la vaporisation du fil explosant dans la charge d’amorçage. Pour une tension et une intensité données suffisamment élevées, et précisément connues, le délai de vaporisation du fil est à la fois extrêmement court (quelques microsecondes) et d’une précision très élevée (quelques dizaines de nanosecondes).
Contrairement aux EBW, les détonateurs électriques classiques fonctionnent en chauffant un fil, plutôt que de le vaporiser ; c’est ce chauffage qui provoque la mise à feu de la charge d’amorçage. Le moindre défaut de contact entre le fil et la charge modifie la vitesse de chauffe de la charge, et des variations électriques dans le fil ou dans les câbles d’alimentation, même mineures, vont également avoir de l’influence. Il leur faut ainsi entre quelques millisecondes et quelques dizaines de millisecondes pour initier la détonation, ce qui est 1000 à 10000 fois plus lent et moins précis que ce que permettent les EBW.

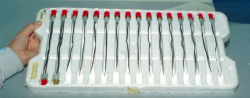
Détonateurs à fil explosant modernes.

### Utilisation dans les armes nucléaires
Comme les explosifs détonent à des vitesses de l’ordre de 7 à 8 kilomètres par seconde, ou 7 à 8 mètres par milliseconde, une seule milliseconde de retard à l’explosion entre les deux côtés d’une bombe atomique serait davantage que le temps mis par la détonation pour traverser l'arme. La précision permise par les EBW (0,1 microseconde au maximum) est telle que la détonation ne peut parcourir, dans le pire des cas, qu’environ 1 millimètre. Les EBW les plus précis permettent une précision de 0,025 microseconde, soit environ 0,2 mm parcourus par l’onde de détonation. Cette précision est nécessaire pour les applications à très faible tolérance, comme les lentilles explosives utilisées dans les armes nucléaires.
Aux États-Unis, en raison de cette utilisation dans des armes nucléaires, les EBW sont soumis aux autorités de contrôle nucléaire de chaque État, selon les définitions des Guidelines for the Export of Nuclear Material, Equipment and Technology. Les EBW figurent sur la liste de contrôle des munitions du département d’État, et leur exportation est donc sévèrement encadrée.

### Usage civil
Il existe quelques cas d’utilisation d’EBW en dehors des armes nucléaires, comme sur la fusée Titan IV, dans certaines applications exigeant un haut niveau de sécurité, où des fuites de courant pourraient déclencher des détonateurs classiques, et pour déclencher des explosions multiples nécessitant un minutage très précis dans les mines ou les carrières. Les EBW sont beaucoup plus sûrs que les détonateurs électriques car, contrairement à eux, ils n’utilisent pas d’explosifs primaires comme l’azoture de plomb, qui sont extrêmement sensibles à l’électricité statique, aux chocs, aux ondes radio, etc.

## Mode de fonctionnement
Le fil explosant est généralement réalisé en or, mais du platine ou des alliages d’or et de platine sont aussi utilisés. Les dimensions les plus courantes pour les fils des EBW civils sont de 0,038 mm de diamètre sur 1 mm de long, mais il en existe également avec des longueurs de 0,25 mm à 2,5 mm. Parmi les explosifs courants, seul le PETN à faible densité peut être mis à feu par un choc suffisamment faible pour être d’utilisation pratique dans un EBW d'usage civil. Il peut être utilisé avec un autre booster explosif, comme une pastille de tétryl, du RDX ou certains explosifs en poudre polymérisés (comme le PBX 9407). Les EBW sans booster sont appelés en anglais Initial pressing detonators, ou détonateurs IP.
Lors du déclenchement de l’EBW, le passage du courant chauffe le fil explosant jusqu'à ce qu’il atteigne son point de fusion. La vitesse de chauffe est suffisamment élevée pour que le métal liquide n'ait pas le temps de s'écouler, et continue à chauffer jusqu'à ce qu'il se vaporise. Au cours de cette phase la résistance du fil explosif augmente, ce qui entraîne l’apparition d’un arc électrique dans la vapeur métallique, conduisant à une chute de la résistance et une forte élévation de l’intensité qui échauffe rapidement la vapeur de métal ionisée, entraînant la formation d'une onde de choc. Pour que la fusion et la vaporisation du fil soient effectuées dans un temps suffisamment court pour créer cette onde de choc, un taux d’élévation de l’intensité d’au moins 100 ampères par microseconde est indispensable.
Si le taux d’élévation est plus faible, le fil pourra brûler, entraînant éventuellement la déflagration de la pastille de PETN, mais il ne provoquera pas de détonation. Les détonateurs à fil explosant utilisant du PETN sont assez peu sensibles aux décharges d’électricité statique. Leur utilisation est limitée par la stabilité thermique du PETN. À l’inverse, les détonateurs à percuteur, utilisant de l’hexanitrostilbène à haute densité, peuvent être utilisés à des températures atteignant les 300 °C, que ce soit sous vide ou à haute pression.

## Mise à feu
Les EBW et les détonateurs à percuteur sont les types de détonateurs existants les plus sûrs, car ils ne peuvent être déclenchés que par une haute puissance pulsée à croissance très rapide. Toutefois, cette impulsion exige une très forte source d’énergie. La rapidité de la croissance de l’impulsion est généralement obtenue par la décharge d’un condensateur de faible inductance à haute capacité et haute tension (condensateur à huile, à film de Mylar, ou en céramique) dans le fil explosant, via un interrupteur spécifique (Éclateur, thyratron, krytron, etc.). Le condensateur doit avoir une capacité de l’ordre de 5 kilovolts et 1 microfarad, avec un courant de crête entre 500 et 1000 ampères. Le courant à haute tension peut être obtenu grâce à un générateur de Marx. Les condensateurs et  les câbles coaxiaux doivent avoir une faible impédance pour que le taux d’augmentation nécessaire soit atteint.
Au lieu de condensateurs, il est possible d’utiliser un générateur magnéto-cumulatif. Lorsqu’il est déclenché, celui-ci crée une forte impulsion électromagnétique, qui est couplée par induction dans une ou plusieurs bobines secondaires connectées au détonateur à fil explosant. 
Dans une bombe à fission, un circuit de ce type est utilisé pour démarrer la source de neutrons déclenchant la réaction en chaîne.